# 卡利科泰
卡利科泰（Khalikote），是印度奥里萨邦Ganjam县的一个城镇。总人口10959（2001年）。

## 人口
该地2001年总人口10959人，其中男性5659人，女性5300人；0—6岁人口1364人，其中男711人，女653人；识字率66.51%，其中男性为77.12%，女性为55.19%。